# Zemianska Olča
Zemianska Olča es un municipio del distrito de Komárno en la región de Nitra, Eslovaquia, con una población estimada a final del año 2024 de 2248 habitantes.
Se encuentra ubicado al suroeste de la región, cerca de los ríos Danubio y Váh, y de la frontera con Hungría.

## Demografía
| Año        | 1994 | 2004    | 2014    | 2024    |
| ---------- | ---- | ------- | ------- | ------- |
| Población  | 2614 | 2598    | 2362    | 2248    |
| Diferencia |      | −0,61 % | −9,08 % | −4,82 % |

| Año        | 2023 | 2024    |
| ---------- | ---- | ------- |
| Población  | 2257 | 2248    |
| Diferencia |      | −0,39 % |